# Leopold Beck
Leopold Beck ps. „Poldi Beck” (ur. 15 listopada 1905 w Warszawie, zm. 20 sierpnia 1985 w Łodzi) – polski dziennikarz pochodzenia żydowskiego, autor utworów estradowych, recenzent teatralny, satyryk, tłumacz librett operetkowych.

## Życiorys
Beck urodził się jako syn urzędnika bankowego. Uczył się w Bundesrealgymnasium w Wiedniu (1917–1921), a także ukończył studia filozoficzne na Uniwersytecie Wiedeńskim. Rozpoczął pracę jako dziennikarz w Wiedniu, gdzie od 1926 publikował artykuły. Pracował jako redaktor, a następnie redaktor naczelny „Österreichische Steuer- und Wirtschaftszeitung” i „Kurzberichter”. Beck uczestniczył intensywnie w życiu kulturalnym Wiednia, bywając w lokalu „Herrenhof” w kręgu tak znanych twórców austriackich, w tym Friedricha Torberga, z którym się zaprzyjaźnił. Beck ponadto uprawiał boks, gimnastykę oraz piłkę nożną w klubie „Maccabi”.
Po aneksji Austrii przez Niemcy w 1938 Beck przeniósł się do Warszawy, gdzie podjął współpracę z Towarzystwem Wydawniczym „Rój” Wańkowicza i Kistera – był m.in. redaktorem encyklopedii gospodarczej oraz konsultantem tej oficyny wydawniczej ds. literatury niemieckojęzycznej.
Po wybuchu II wojny światowej we wrześniu 1939 Beck wyjechał do Lwowa, skąd deportowano go do łagrów w Kazachstanie. Tam wstąpił do armii gen. Andresa, jednak w wyniku zachorowania na tyfus nie został ewakuowany do Iranu. Następnie został żołnierzem armii Berlinga. Był oficerem politycznym stacjonującej w Lublinie 3. Dywizji Pomorskiej Ludowego Wojska Polskiego, redagował gazetę frontową „Zwyciężymy”. W Lublinie także osiadł i został redaktorem, a następnie, w drugiej połowie 1945 redaktorem naczelnym „Gazety Lubelskiej”. W 1947 zamieszkał w Łodzi, gdzie kontynuował pracę dziennikarską, będąc kierownikiem działu ekonomicznego „Dziennika Łódzkiego” oraz publikując recenzje teatralne oraz publikując materiały kulturalne oraz wykładał ekonomię w Wyższej Szkole Pedagogicznej. Z czasem został redaktorem naczelnym „Dziennika Łódzkiego”. Był również założycielem i redaktorem naczelnym pisma satyrycznego „Karuzela”, które prowadził do 1966.

### Życie prywatne
Jego żoną była Irena Beck (ur. 1924) – dziennikarka, z którą miał dwóch synów: Juliana i Andrzeja – także dziennikarzy. Pochowany został na cmentarzu komunalnym Doły w Łodzi (Kwatera: XIII, Rząd: 5, Grób: 3).

## Wyróżnienia
- Krzyż Kawalerski Orderu Odrodzenia Polski[5],
- Medal 10-lecia Polski Ludowej[9],
- Dyplom Honorowy za 30 lat pracy w dziennikarstwie przyznany przez Klub Dziennikarza w Łodzi[10].